# Atomový věk

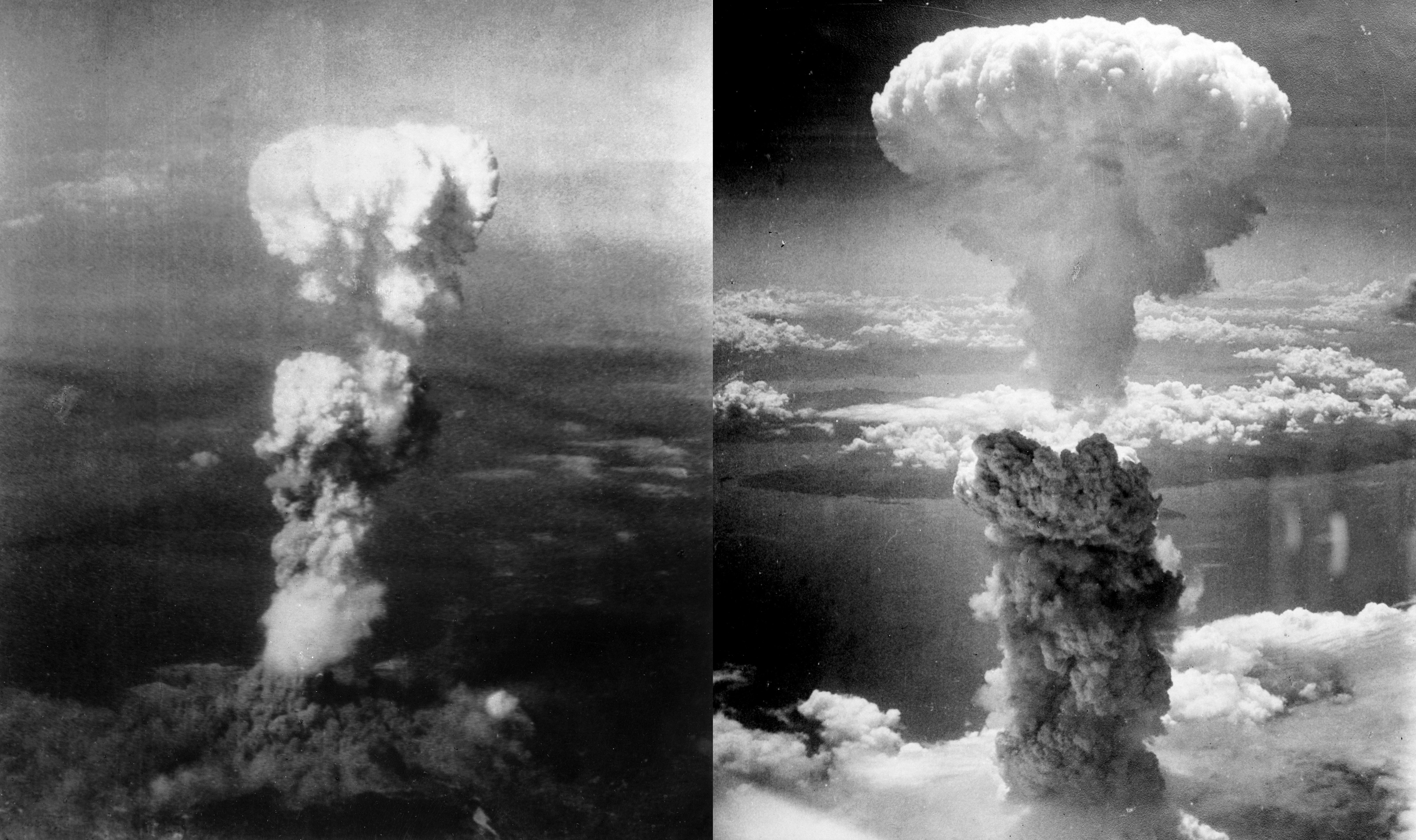
Atomové bombardování Hirošimy, 6. srpna 1945 vlevo, Nagasaki, 9. srpna 1945 vpravo

Atomový věk je termín, který označuje dobu po roce 1945, kdy došlo ke shození prvních atomových bomb na japonská města Hirošima a Nagasaki, a také pojem, který označuje využití jaderné energie.

## Štěpení atomu
V roce 1938 objevili dva němečtí vědci Otto Hahn a Fritz Strassmann, že rozštěpením atomu uranu se uvolňuje energie. Tomuto procesu se říká jaderné štěpení a později byl využit jak k výrobě elektrické energie, tak i ke zhotovení atomové bomby. Atomová bomba je zbraň, která byla v historii použita pouze dvakrát. Funguje na principu štěpení uranu nebo plutonia, nebo na principu syntézy, při které se uvolňuje velké množství energie ve formě tepla, světla, tlakové vlny a smrtícího radioaktivního záření.

## Útok na Hirošimu a Nagasaki
Útok na Hirošimu a Nagasaki byl první atomový výbuch namířený proti civilistům.
6. srpna 1945 shodil americký bombardér B-29, nesoucí název Enola Gay, atomovou bombu o hmotnosti 4 090 kg zvanou Little Boy na japonské město Hirošima, za účelem kapitulace Japonců a ukončení druhé světové války.
Při této explozi, jejíž síla se dá přirovnat k výbuchu 20 000 tun TNT, bylo usmrceno na 70 000 lidí. Někteří z nich se vypařili, jelikož teplota terénu v místě výbuchu překonala 9 000 °C. Tlaková vlna byla tak obrovská, že mnohým obětem strhal výbuch a žár oděv i kůži a ještě do vzdálenosti tří kilometrů utrpěli lidé obrovské popáleniny.
Tři dny poté byla shozena další atomová bomba na japonské město Nagasaki. Druhá bomba, nesoucí název Fat Man, byla svržena z letounu Bockscar a zabila na 40 000 lidí.
Celkový počet lidí, kteří zemřeli bezprostředně při výbuchu nebo na následky radiace, se pohybuje okolo 200 000.
Obyvatelé Hirošimy si každoročně připomínají tuto událost v "Mírovém městě", kde byly na památku ponechány zdevastované budovy v původním stavu.

### Hibakuša
Pojem hibakuša je japonský výraz (v překladu znamená "explozí postižená osoba"), který označuje osoby přeživší atomové bombardování. Velmi často docházelo k jejich diskriminaci, jelikož byli znetvoření a trpěli chorobami spojenými s ozařováním (leukemie, rakovina). K roku 2005 bylo v Japonsku okolo 266 000 žijících hibakušů.

## Jaderné zbraně

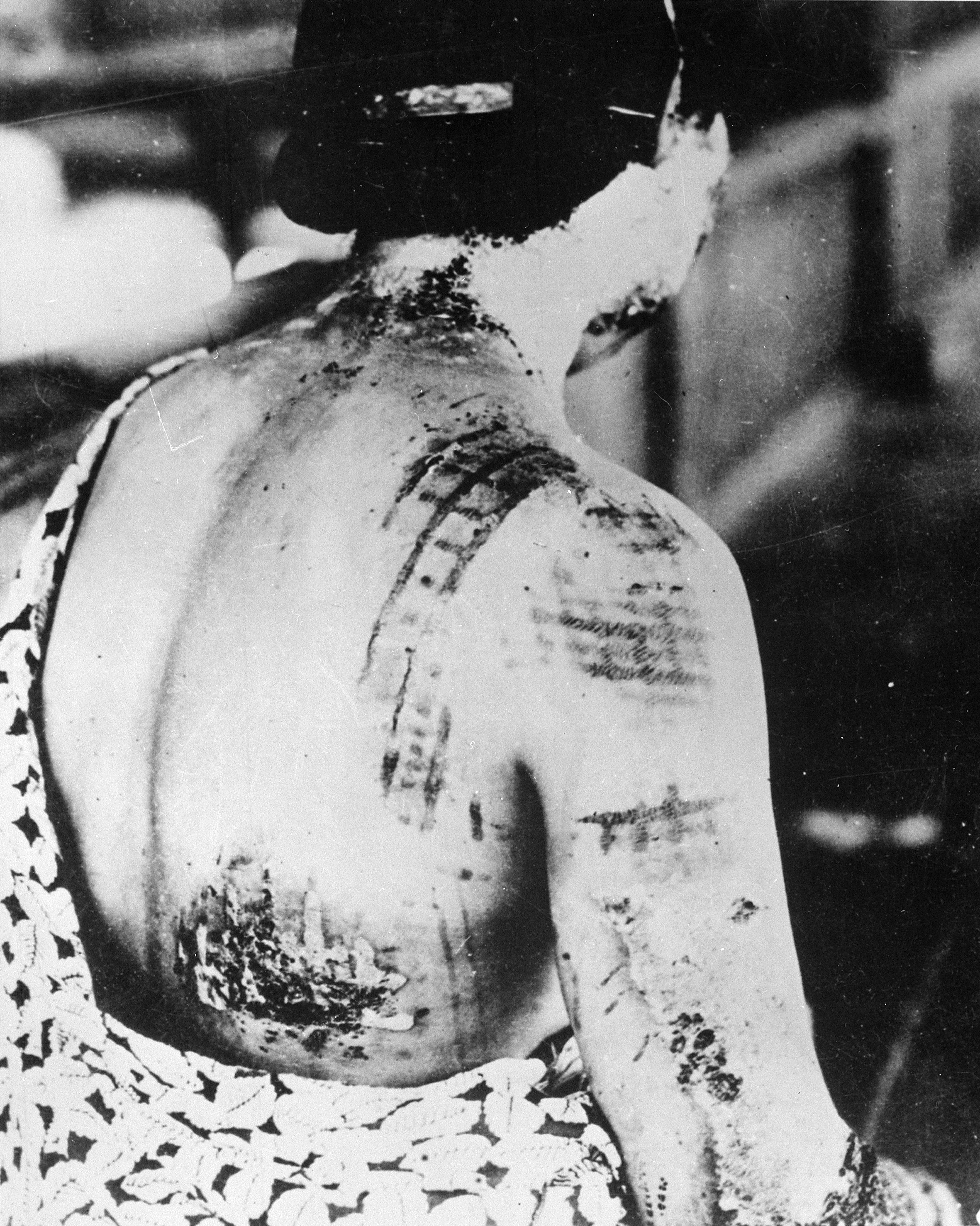
Osoba přeživší atomové bombardování

V roce 1945 se na světě vyskytovaly pouze tři jaderné zbraně. Do roku 1962 se počet zbraní zvedl asi na 2 000 a do roku 1990 bylo na světě již 25 000 jaderných náloží. Z celkového počtu 25 000 jaderných zbraní vlastnily 98 % všech těchto zbraní Spojené státy a SSSR. Zbylá 2 % vlastnily Velká Británie, Indie, Čína a Francie.
29. srpna 1949 otestoval svoji první atomovou bombu SSSR u Semipalatinsku v Kazachstánu.
Roku 1952 otestovala svoji první atomovou bombu Velká Británie, roku 1960 následovala Francie a roku 1964 Čína.
| Stát           | Počet jaderných zbraní |
| -------------- | ---------------------- |
| USA            | 10 000                 |
| Rusko          | 20 000                 |
| Čína           | 400                    |
| Francie        | 350                    |
| Velká Británie | 185                    |

## Testy jaderných zbraní
Jako první začaly provádět jaderné testy (princip jaderného výbuchu) Spojené státy americké. Následně se během padesátých a šedesátých let přidaly ostatní jaderné velmoci. Testy se prováděly zpočátku v atmosféře. Jen USA i SSSR provedly v atmosféře celkem přes 200 jaderných testů. Ostatní testy se prováděly jako podzemní výbuchy. Mezi počet jaderných výbuchů se musí počítat i testy vodíkových bomb, které jsou mnohem ničivější, přesto jejich základním spouštěcím mechanismem je jaderný výbuch.
Rozdělení počtu jaderných výbuchů podle států:
- USA: 1032
- SSSR (Ruská federace): 715
- Francie: 210
- Spojené království Velké Británie a Severního Irska: 45
- Čína: 45
- Pákistán: 2
- Indie:4
- Izrael: 3 (asi)
- KLDR: 1

Celkový počet jaderných testů od roku 1945 do roku 1998 je 2053.

## Jaderná energie
V roce 1954 byla v Sovětském svazu uvedena do provozu první jaderná elektrárna na světě. Obninsk.
Dnes je po celém světě v provozu asi 400 jaderných elektráren, které produkují asi 15 % celkové světové produkce energie.

## Protijaderné hnutí
Protesty proti jaderným zbraním začaly v 50. letech minulého století, kdy si lidé uvědomili, že ničivá síla jaderných zbraní je tak obrovská, že jadernou válku by nikdo nepřežil. A tak lidé na celém světě začali na protijaderných demonstracích nosit mírové odznaky. První mírový odznak vyrobil Eric Austen pro kampaň za jaderné odzbrojení, která se konala 17. února 1958 ve Westminsteru.

## Jaderné odzbrojení
Ke konci 80. let minulého století začaly obě velmoci (SSSR a USA) s odzbrojováním. Dohodly se na snížení počtu jaderných zbraní. Roku 1987 se sovětský prezident Michail Sergejevič Gorbačov a americký prezident Ronald Reagan dohodli na likvidaci jaderných střel středního doletu. V roce 1993 došlo k podepsání smlouvy Georgem Bushem a Borisem Jelcinem. Podle smlouvy se měly snížit jaderné arzenály obou zemí na dvě třetiny do deseti let.